# Rivolta di Horea, Cloșca e Crișan

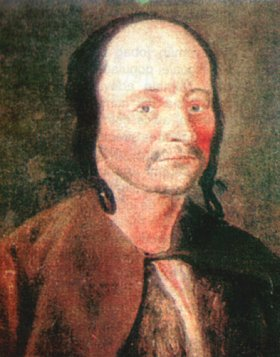
Horea

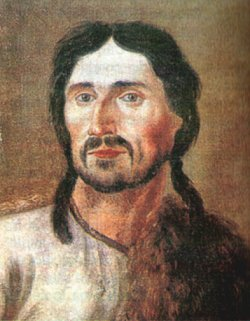
Cloșca

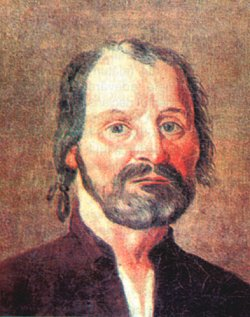
Crișan

La rivolta di Horea, Cloșca e Crișan (in romeno Răscoala lui Horea Cloșca și Crișan) del 1784 fu una importante ribellione transilvana dei servi della gleba in opposizione ai vincoli feudali a cui si trovavano sottoposti.

## La rivolta
La rivolta scoppiò il 2 novembre 1784 a Curechiu, Hunedoara, sui monti metalliferi e si diffuse velocemente sui monti Apuseni e in tutta la regione. Essa si concluse alla fine di gennaio 1785, in seguito alla cattura da parte delle autorità dei capi della rivolta: Horea (Vasile Ursu Nicola), Cloșca (Ion Oargă) e Crișan (Gheorghe Marcu Giurgiu). La rivolta ebbe luogo a causa delle miserevoli condizioni dei contadini rumeni nel principato di Transilvania. Tra i partecipanti vi furono i minatori dei monti Apuseni e delle miniere di sale del Maramureș, gli artigiani, i preti ed altri. Gli eventi non furono necessariamente motivati da tensioni etniche, sebbene venne messo in discussione dai romeni il loro status di "nazione tollerata", che li rendeva privi dell'uguaglianza politica di cui godevano le altre tre nazioni transilvane. Questa rivendicazione ha conferito alla rivolta un carattere nazionale.
A seguito dell'incorporazione del principato nei domini asburgici sotto Leopoldo I nel 1691, i diritti dei nobili ungheresi, siculi e sassoni furono preservati. I contadini, tuttavia, non avevano ancora alcuna rappresentanza politica. In particolare, i contadini romeni non avevano garanzie per le loro istituzioni ecclesiali ortodosse, sebbene fossero tollerati. Come portavoce dei contadini rumeni, Horea - il cui vero nome era Vasile Ursu Nicola - viaggiò spesso a Vienna negli anni tra il 1779 e il 1782 per spiegare le difficoltà dei contadini della Transilvania e la mancanza di rappresentanza dei contadini romeni nello specifico, ma non ottenne alcun risultato. L'imperatore Giuseppe II ordinò un arruolamento militare in Transilvania, garantendo ai reclutati armi, l'esonero dai compiti di servitù e la proprietà delle terre e delle case che occupavano. Tuttavia, il numero di coloro che desideravano arruolarsi superò di gran lunga le aspettative austriache. L'arruolamento fu annullato dal governatore della Transilvania, Samuel von Brukenthal, sotto la pressione della nobiltà ungherese che sentiva minacciati i propri privilegi, il che alimentò ulteriormente il malcontento dei contadini romeni.
Il contadino Crișan, violando l'ordine di Samuel von Brukenthal, radunò il 28 ottobre 1784 circa 600 servi provenienti da diversi villaggi e li convinse a recarsi ad Alba Iulia per arruolarsi come guardie di confine nei reggimenti imperiali. Per evitare il controllo della nobiltà ungherese, il gruppo si diresse verso la città attraversando le montagne e aggirando la città di Brad. Durante la notte, si accamparono nel villaggio di Curechiu, dove furono attaccati dalle truppe di ussari, che riuscirono a sconfiggerli e disarmarli. Armati di nuovo, i servi cambiarono direzione e tornarono verso Brad. Il 3 novembre 1784, attaccarono la corte nobile di Kristyory a Crișcior. Parte del gruppo risalì il fiume verso Abrud, passando per Mihăileni, mentre un altro contingente scese a valle, conquistando Brad, Baia de Criș, Ribița, Hălmagiu, Hălmăgel, Ociu Aciuta e Pleșcuța.
Nei due giorni successivi, i contadini distrussero e bruciarono tutte le corti nobiliari di Sulighet, Bretea, Ilia, Sârbi, Gurasada, Tătărești, Leșnic, Dobra, Roșcani, Geoagiu e di altri villaggi. I contadini di Zarand, Strei e Hațeg si mobilitarono ulteriormente, unendosi alla rivolta. La folla di ribelli saccheggiò e incendiò edifici nobiliari in quasi tutti i comuni fino al confine con la Valacchia. Cloșca, che faceva parte dei primi 600 servi che marciarono verso Alba Iulia, avrebbe poi svolto un ruolo significativo nel coordinamento e nella guida delle azioni ribelli.
La rivolta non colpì solo la nobiltà, ma anche la gente comune non ortodossa, indipendentemente dall'etnia, in quanto i romeni ritenevano di non aver ricevuto giustamente le opportunità di avanzamento sociale. I massacri si concentrarono principalmente nelle contee di Alba Inferiore, Zarand e Hunedoara. Tra l'autunno del 1784 e l'inverno del 1785, le vittime civili ammontarono a circa 4 000 persone di 133 località, per lo più ungheresi.
Mentre l’esercito austriaco principale attendeva istruzioni da Vienna, i ribelli continuarono a combattere contro la nobiltà transilvana. Il 5 novembre 1784, i rivoltosi raggiunsero la periferia della città di Deva, ma non riuscirono a conquistarla. In seguito, 56 contadini furono catturati.
I rivoltosi chiedevano il rilascio dei contadini arrestati, la liberazione nazionale e l'organizzazione di una "repubblica popolare". La rivolta si diffuse, raggiungendo le aree di Arad e Sibiu. Nel frattempo si unirono anche alcuni contadini sassoni e ungheresi. Al suo apice, la rivolta raggiunse le 10 000 persone. Per guadagnare tempo, le autorità militari e civili firmarono armistizi con i ribelli a Tibru, Valea Bradului e Sălciua. Tuttavia, ci furono feroci battaglie a Brad, Lupșa e Râmeț tra i ribelli e la nobiltà della Transilvania, con i ribelli che ne uscirono vittoriosi.

## Sconfitta
L'imperatore Giuseppe II, vedendo la gravità della rivolta, ordinò ai militari di intervenire all'inizio di novembre. Inviò le forze imperiali in Transilvania, e fu loro ordinato di usare la forza per ristabilire l'ordine. La battaglia di Târsa fu la prima significativa dopo l'intervento austriaco, dove i ribelli furono sconfitti il 18 novembre 1784. In seguito, le forze imperiali, guidate dal colonnello Johann von Vins, sconfissero in modo decisivo i contadini a Câmpeni il 14 dicembre 1784, causando una notevole perdita di morale e di forza militare per i ribelli.
Nei giorni successivi, mentre si verificavano sacche di resistenza, l'esercito imperiale aveva ripreso il controllo sulla maggior parte della regione e aveva cominciato la caccia ai capi rivoltosi. Per catturare Horea, la nobiltà pose una taglia sulla sua testa. I punti di attraversamento verso la Valacchia e la Moldavia erano strettamente sorvegliati per impedire ai leader della rivolta di fuggire. La monarchia asburgica chiese inoltre all'Impero Ottomano di astenersi dal concedere asilo ai ribelli transilvani. Il 27 dicembre 1784, Horea e Cloșca furono traditi dal guardaboschi Anton Melzer di Abrud, che informò le autorità austriache della loro posizione, portando alla loro cattura nella foresta di Scorușetului sui Monti Gilău. I contadini Ștefan Trif e Nuțu Matieș insieme ad altri cinque parteciparono alla cattura di Horea per la ricompensa. Anche Crișan fu catturato il 30 gennaio 1785, tradito da nove contadini di Cărpeniș.
Degli oltre 600 ribelli catturati, 120 vennero condannati. Inizialmente furono comminate 37 condanne a morte, ma vennero commutate in pene detentive a seguito dell'amnistia dell'imperatore. Tuttavia i tre capi furono esclusi da questa decisione.
Il 28 febbraio 1785 Horea e Cloșca furono trasportati su due carri separati, accompagnati fino al momento della loro esecuzione dal sacerdote ortodosso Rațiu della chiesa di Maierii Bălgradului. Il trasporto era affiancato da uno squadrone di cavalleria toscana e da circa 300 fanti e ussari. Sul Dealul Furcilor (Collina delle Forche), oggi chiamata Dealul Horea (Collina di Horea), tra 2 500 e 3 000 servi rumeni provenienti da oltre 400 villaggi furono portati con la forza attorno al podio eretto per assistere all'esecuzione dei capi rivoltosi. Horea e Cloșca furono infine sottoposti al supplizio della ruota. Crișan si impiccò in cella qualche giorno prima dell'esecuzione.

## Conseguenze
La ricompensa promessa ai contadini che aiutarono a catturare i capi della rivolta fu la libertà dalla servitù della gleba e un pagamento di 600 monete. Dopo la loro esecuzione, l'imperatore Giuseppe II ordinò che "tutti i romeni noti per aver commesso maltrattamenti siano trasferiti altrove con il loro bestiame e i loro attrezzi". Centinaia di contadini coinvolti nella rivolta furono sfollati nel Banato e nella Bucovina. Tuttavia, nell'agosto del 1785, Giuseppe II abolì la servitù della gleba in Transilvania, ponendo fine al sistema, sebbene il feudalesimo continuò per decenni. L'imperatore abolì anche il controllo aristocratico sui matrimoni dei contadini, garantì loro il diritto all'istruzione e ampliò i diritti in merito al pascolo.
La rivolta ebbe una grande risonanza internazionale. Dall'Austria al Portogallo, dalla Germania all'Italia, furono pubblicati opuscoli, calendari, articoli di stampa, resoconti diplomatici e incisioni raffiguranti i leader della rivolta. Alcuni intellettuali e filosofi difesero e giustificarono le azioni dei contadini. In particolare, la stampa europea attribuì a Horea l'intento di restaurare la Dacia, tanto che venne persino chiamato Rex Daciae (Re della Dacia). Nel 1785, Jacques Pierre Brissot, importante esponente della Rivoluzione francese, scrisse una lettera aperta a Giuseppe II in cui affermava il diritto dei sudditi reali a protestare.